# Park Juliusza Słowackiego we Wrocławiu
Park Juliusza Słowackiego we Wrocławiu, to park położony w rejonie Starego Miasta – w pobliżu tzw. Nowego Miasta. Częściowo leży także w miejscu zasypanego odcinka fosy miejskiej, którego fragment przez pewien okres stanowił ujściowy odcinek rzeki Oława (do rzeki Odry). Park obejmuje obszar o powierzchni 5,74 ha. 
Nazwa parku została nadana uchwałą Rady Miejskiej Wrocławia nr LXXI/454/93 z dnia 9 października 1993 roku w sprawie nazw parków i terenów leśnych istniejących we Wrocławiu (odpowiedni zapis dotyczący Parku Juliusza Słowackiego znajduje się w paragrafie 1 punkcie 16 tej uchwały). Park położony jest pomiędzy ulicami: Ulica Andrzeja Frycza Modrzewskiego, Ulica Jana Ewangelisty Purkyniego, Aleja Juliusza Słowackiego oraz ulicy biegnącej od Mostu Pokoju do Placu Społecznego, przy Placu Powstańców Warszawy. Przez park przebiega Promenada Staromiejska.

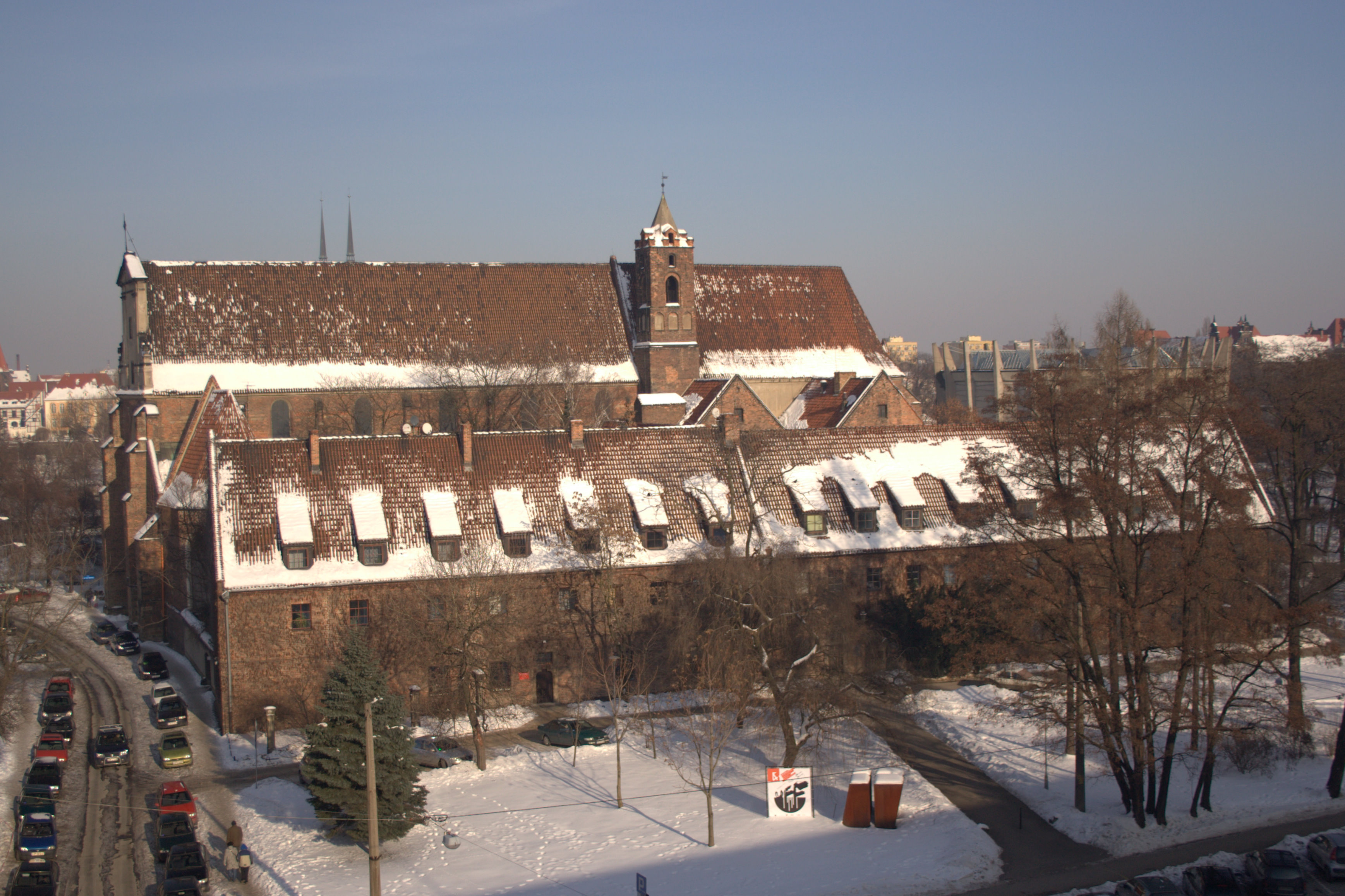
Muzeum Architektury

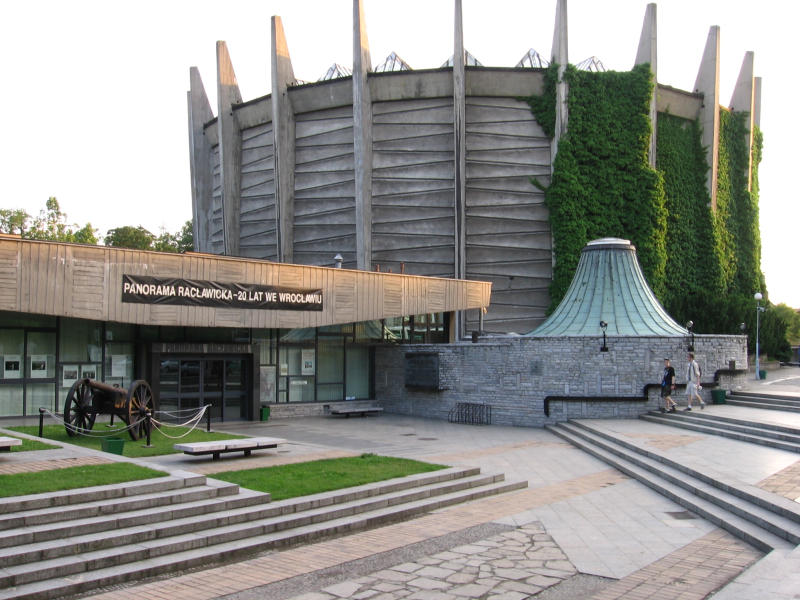
Panorama Racławicka

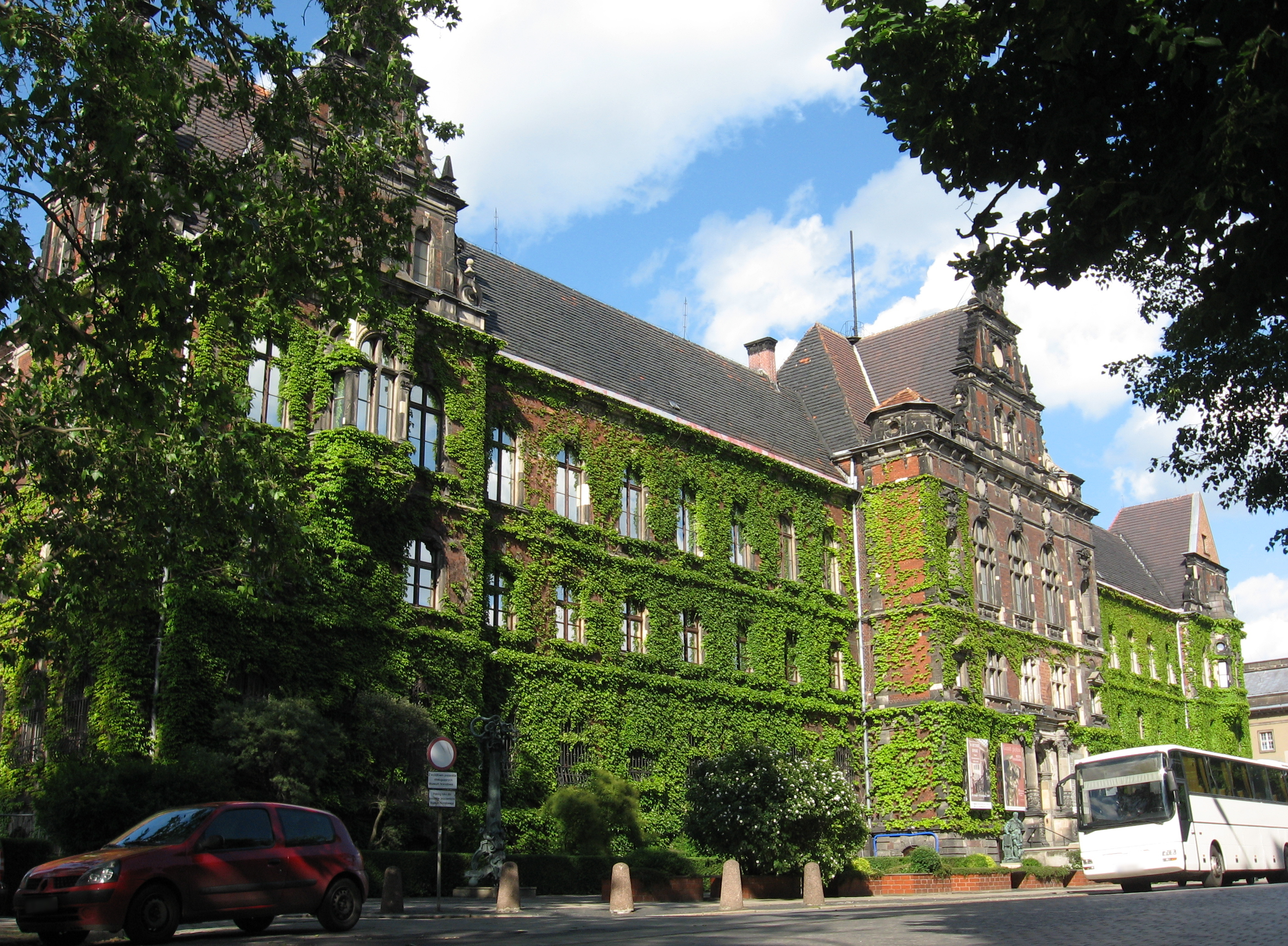
Muzeum Narodowe

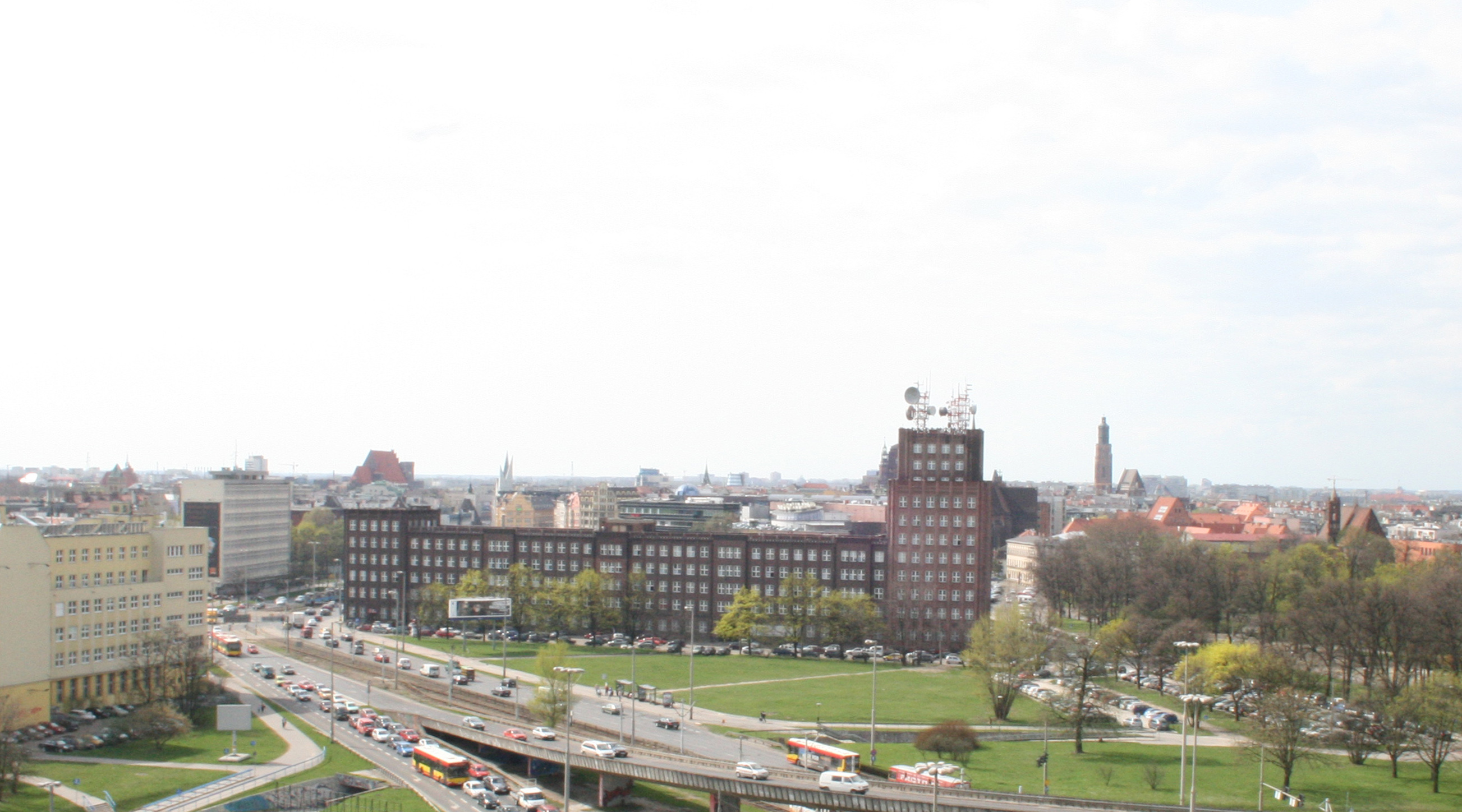
budynek poczty, po prawej park

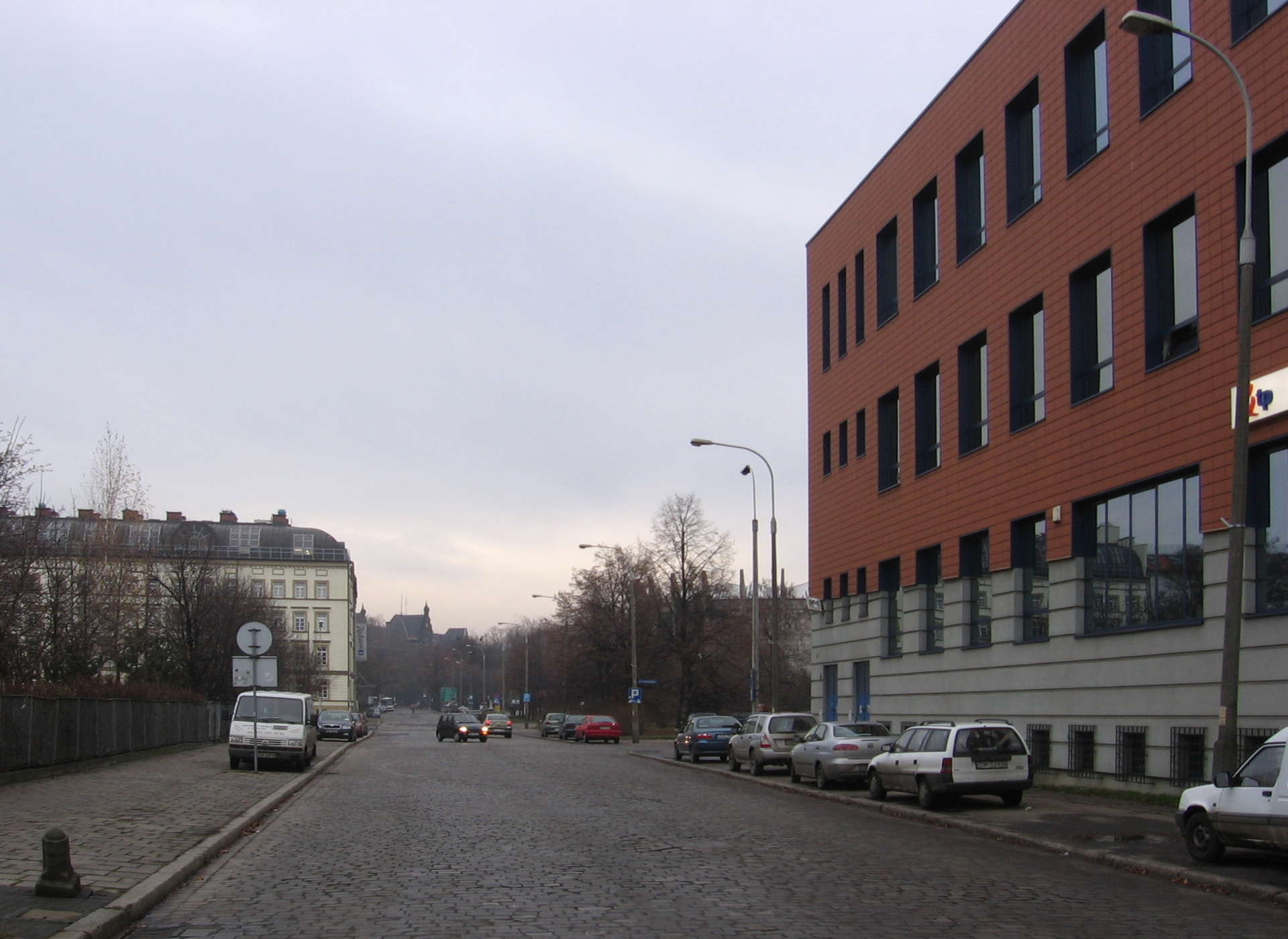
Ul. Purkyniego, bud. TP SA, w tle po lewej ASP, po prawej Panorama Racławicka

W obrębie kwartału ulic, w którym położony jest park, znajdują się także w otoczeniu zieleni parkowej dwa kompleksy budynków: Muzeum Architektury oraz Panorama Racławicka. W samym parku znajduje się szereg obiektów architektury i małej architektury: 
| nazwa                                             | fotografia |
| ------------------------------------------------- | ---------- |
| Pomnik Juliusza Słowackiego                       |            |
| Pomnik Katyński                                   |            |
| Posągi "Cztery Cnoty"                             |            |
| Pomnik Johanna Friedricha Knorra (pozostał cokół) |            |
| Rzeźba Oczekiwanie                                |            |

Park położony w centrum miasta – otoczony jest licznymi obiektami historii, kultury, architektury oraz siedzibami instytucji. I tak:
- na wschodzie, za ulicą rozpościera się Plac Powstańców Warszawy przed gmachem Urzędu Wojewódzkiego,
- na południu (począwszy od wschodu), za Aleją Juliusza Słowackiego, znajdują się: budynek poczty (w budynku mieści się między innymi Muzeum Poczty i Telekomunikacji), Hotel Hilton (w budowie), Galeria Dominikańska
- na zachodzie, za Ulicą Bernardyńską: budynek TP SA
- na północy (począwszy od zachodu), za Ulicą Jana Ewangelisty Purkyniego: szkoła (obecnie gimnazjum nr 29), Akademii Sztuk Pięknych i hotel Radisson, a dalej Plac Polski oraz Bulwar Xawerego Dunikowskiego (nad rzeką Odrą), Bastion Ceglarski, Zatoka Gondoli, Muzeum Narodowe.

Na drzewostan parku składają się: 
- drzewa: klony, kasztanowce, lipy, dęby, graby, buki, jesiony i wierzby.
- krzewy: forsycje, jaśminowce, czarne bzy, różaneczniki, mahonie, cisy i jałowce.

W parku stwierdzono występowanie między innymi puszczyka i kuny domowej. Spotkać tu można ponad 30 gatunków ptaków.
| nazwa                                | fotografia |
| ------------------------------------ | ---------- |
| Miłorząb dwuklapowy                  |            |
| Platany klonolistne (grupa 10 drzew) |            |